# Oukoper Molen
De Oukoper Molen is een wipmolen ongeveer een kilometer ten noorden van de dorpskern van Nieuwer Ter Aa maar aan de andere zijde van de A2, in de Nederlandse provincie Utrecht.
Vroeger heette de molen Oukoopermolen, genoemd naar de wetering de Oukooper Wetering ZO. Bij de molen gaat de Nieuwe Wetering over in de Angstel.
De oorspronkelijke molen op deze plek werd naar alle waarschijnlijkheid gebouwd rond 1644 en rond 1839 vond een uitvoerige restauratie plaats waarbij het hele bovenhuis van de molen werd vernieuwd. De molen was enige tijd voorzien van het stroomlijnsysteem van molenmaker Dekker, maar thans zijn de roeden, met een lengte van 23 meter, met het oudhollands hekwerk en zeilen uitgerust. Na enkele restauraties, waaronder de laatste grote in 1994, bemaalt de molen de Oukoper polder regelmatig op vrijwillige basis. De molen is hiertoe uitgerust met een scheprad. De molen is thans eigendom van de Stichting De Utrechtse Molens die op haar beurt een onderdeel is van Het Utrechts Landschap.